# Grand Anse (Grenada)
Grand Anse ist eine Siedlung im Süden des Inselstaates Grenada in der Karibik. Die Siedlung ist fast unmittelbar mit dem Hauptort des Parish Saint George verbunden.

## Geographie
Der Ort liegt an der Westküste bei St. George’s an der Grand Anse Bay zwischen Ka-fe Beau und Belmont.